# Dhirendra Nath Majumdar
Dhirendra Nath Majumdar, auch Dhīrendranātha Majūmadāra (bengalisch ধীরেন্দ্রনাথ মজুমদার Dhīrendranāth Majumadār; * 3. Juni 1903 in Patna; † 31. Mai 1960 in Lakhnau), war ein indischer Sozialwissenschaftler.

## Leben
Majumdar war der zweite Sohn von Kushum Kumari und Rebati Mohan Majumdar, einem Zamindar aus einem Dorf bei Dhaka. Er studierte an der University of Calcutta und in Cambridge. Am 1. April 1960 wurde er Dekan der Faculty of Fine Arts der University of Lucknow in Uttar Pradesh in Indien.

## Veröffentlichungen (Auswahl)
- An Introduction to Social Anthropology. Asia Publ. House, 1957.
- Social Contours of an Industrial City: Social Survey of Kanpur, 1954–56. Greenwood Press Reprint, Facs. ed., 1975. ISBN 978-0-83716762-6.
- Himalayan Polyandry. London 1962.